# Ом Намо Бхагавате Васудевая

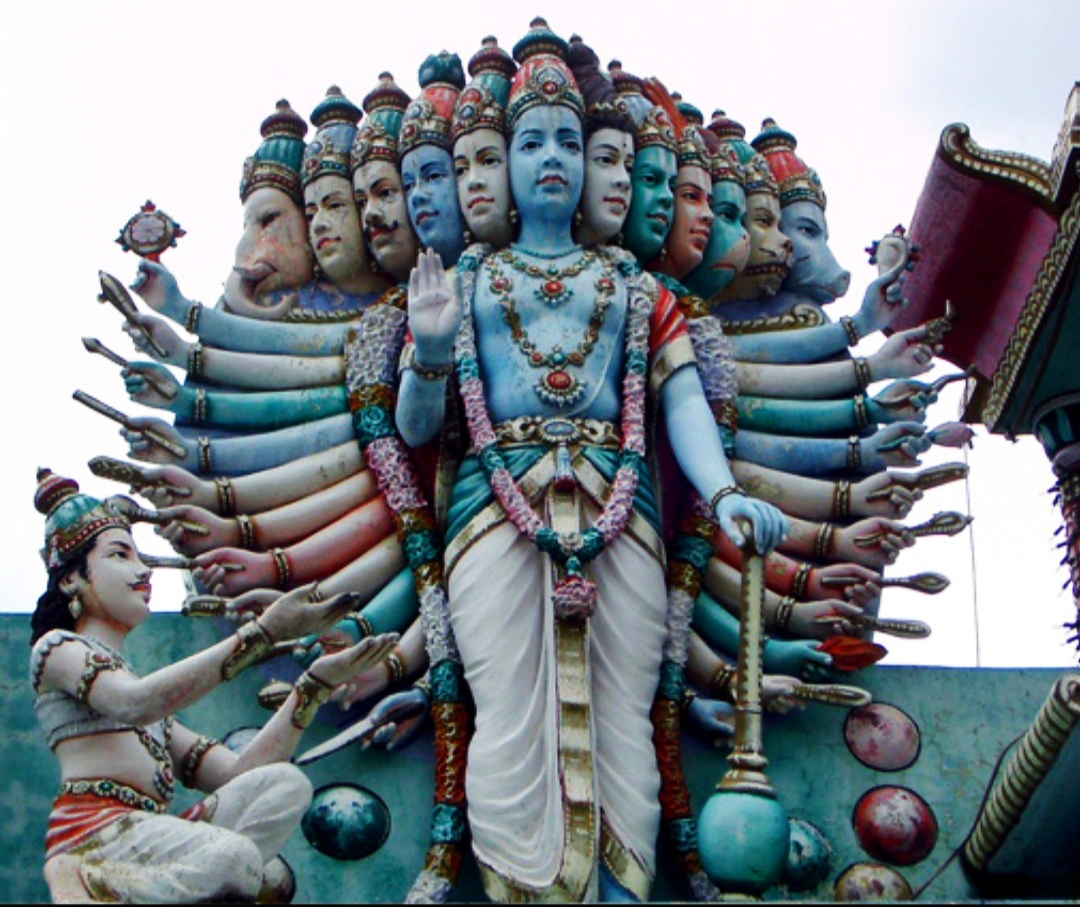
Кришна, аватара Вишну, являет свою Вишварупу (Вселенскую форму) Арджуне на поле битвы Курукшетра.

Ом Намо Бхагавате Васудевая (ॐ नमो भगवते वासुदेवाय, IAST: oṁ namo bhagavate vāsudevāya «Ом, поклонение бхагавану Васудеве») — индуистская мантра. Она появилась до возникновения четырёх вайшнавских сампрадай. Эту мантру можно считать основной согласно тексту Бхагавата-пураны, также её можно найти в Вишну-пуране.